# Aurora (Schiff, 1876)
Die Aurora war ein Dampfschiff unter Segeln, das vom schottischen Schiffbauunternehmen Alexander Stephen and Sons Ltd. in Glasgow, Schottland für die Dundee Seal and Whale Fishing Company gebaut und im Februar 1877 fertiggestellt wurde. Sein ursprünglicher Zweck war der Walfang in den nördlichen Meeren. Es war kräftig gebaut, um das dort herrschende schwere Wetter und Eis auszuhalten. Diese Beanspruchbarkeit bewährte sich ebenfalls für Erkundungen der Antarktis. Zwischen 1911 und 1917 machte die Aurora fünf Reisen zu diesem Kontinent, sowohl für Erkundungen als auch für Rettungsaktionen.

## Zeit vor 1910
Die Aurora fuhr zwischen 1876 und 1910 jährlich von Dundee nach St. John’s (Neufundland) zur Wal- und Robbenjagd in die Arktis. 1884 beteiligte sie sich (erfolglos) an der Suchexpedition für die Polarexpedition von Adolphus Greely. 1891 rettete sie die Besatzung der Polynia, die im Packeis zerdrückt worden war.

## Douglas-Mawson-Expedition
1910 wurde die Aurora von Douglas Mawson für seine Australasiatische Antarktisexpedition gekauft. Die Aurora machte die Reise im Dezember 1911 von Hobart, Australien, aus zur Insel Macquarie, Mawsons Ausgangsbasis, und dann weiter zum Kap Denison, wo sie Mawson und seine Begleiter absetzte. Sie kehrte dann nach Hobart zurück und kam erst im Dezember 1912 wieder, traf Mawson zunächst nicht an und ließ ein Rettungsteam zurück. Kurz nach dem Auslaufen kam Mawson im Lager wieder an als einziger Überlebender einer Schlittenexpedition, die zurückgerufene Aurora konnte aber Mawson wegen der Wetterlage nicht aufnehmen. Er blieb ein weiteres Jahr in der Antarktis und kehrte erst im Dezember 1913 mit der Aurora zurück.

## Endurance-Expedition
1914 nahm sie an der Endurance-Expedition von Ernest Shackleton teil, wo sie als Teil der Ross Sea Party Depots anlegte. Im Mai 1915 wurde sie vom Eis eingeschlossen und kam erst im Februar 1916 wieder frei. Am 3. April kam sie in Dunedin an. Im Januar 1917 kehrte sie zur Antarktis zurück, um die Überlebenden der Ross Sea Party, die sie an Land gesetzt hatte, zu bergen. Die Expedition wurde von der australischen, neuseeländischen und britischen Regierung finanziert, und Shackleton war nach seiner Rückkehr aus der Antarktis an Bord, das alleinige Kommando hatte aber auf Drängen der Regierungen der Kapitän der Aurora, John King Davis (1884–1967), der schon Kapitän der Aurora auf der Australasiatischen Antarktisexpedition von Mawson gewesen war und danach australische Truppentransporte im Ersten Weltkrieg kommandiert hatte. Sieben Überlebende der ursprünglich zehnköpfigen Ross Sea Party wurden an Bord genommen und nach Wellington gebracht, wo sie am 9. Februar ankamen.

## Verlust
Die Aurora wurde an eine amerikanische Reederei verkauft und nach Newcastle (Australien) überführt. Mit einer Ladung Kohle sollte sie nach Iquique in Chile fahren und von dort Nitrat, ein kriegswichtiges Gut, nach Europa bringen. Am 18. April 1917 verließ die Aurora den Hafen von Newcastle, kehrte aber nach wenigen Tagen wegen übermäßiger Leckage zurück. Nach sechswöchigen Reparaturarbeiten in Sydney, verließ sie Newcastle am 20. Juni 1917 erneut. Das Schiff ist seitdem verschollen. Es gab damals Vermutungen, dass sie ein Opfer des deutschen Hilfskreuzers Wolf geworden sein könnte, was aber ausgeschlossen werden kann, da dieser sich gerade bei den Kermadecinseln im Nordosten Neuseelands aufhielt. Der Fund eines ihrer Rettungsringe nördlich von Newcastle sowie Wrackteile, die auf den Solitary Islands in der Nähe von Port Macquarie gefunden wurden, deuten darauf hin, dass die Aurora direkt vor der Küste von New South Wales gesunken sein muss. Am 2. Januar 1918 wurde das Schiff bei Lloyd’s of London als verschollen erklärt.

## Benennung
Das Schiff ist Namensgeber für das Aurora-Subglazialbecken, die Aurora Heights, den Mount Aurora, den Aurora Peak und den Aurora-Gletscher in der Antarktis.